# ČD pro vás
ČD pro vás je reklamní magazín Českých drah. Vychází v různých formátech a periodicitě od roku 1994 (v letech 2006–2009 jako vklad časopisu Grand Expres), od roku 2010 je vydáván v nové podobě samostatně jako pravidelný měsíčník. Časopis je určen především zákazníkům ČD. Na grafickém a obsahovém zpracování časopisu se z velké části podílejí zaměstnanci ČD. Redakční oddělení ČD dále také vydává čtrnáctideník Železničář.

## Historie

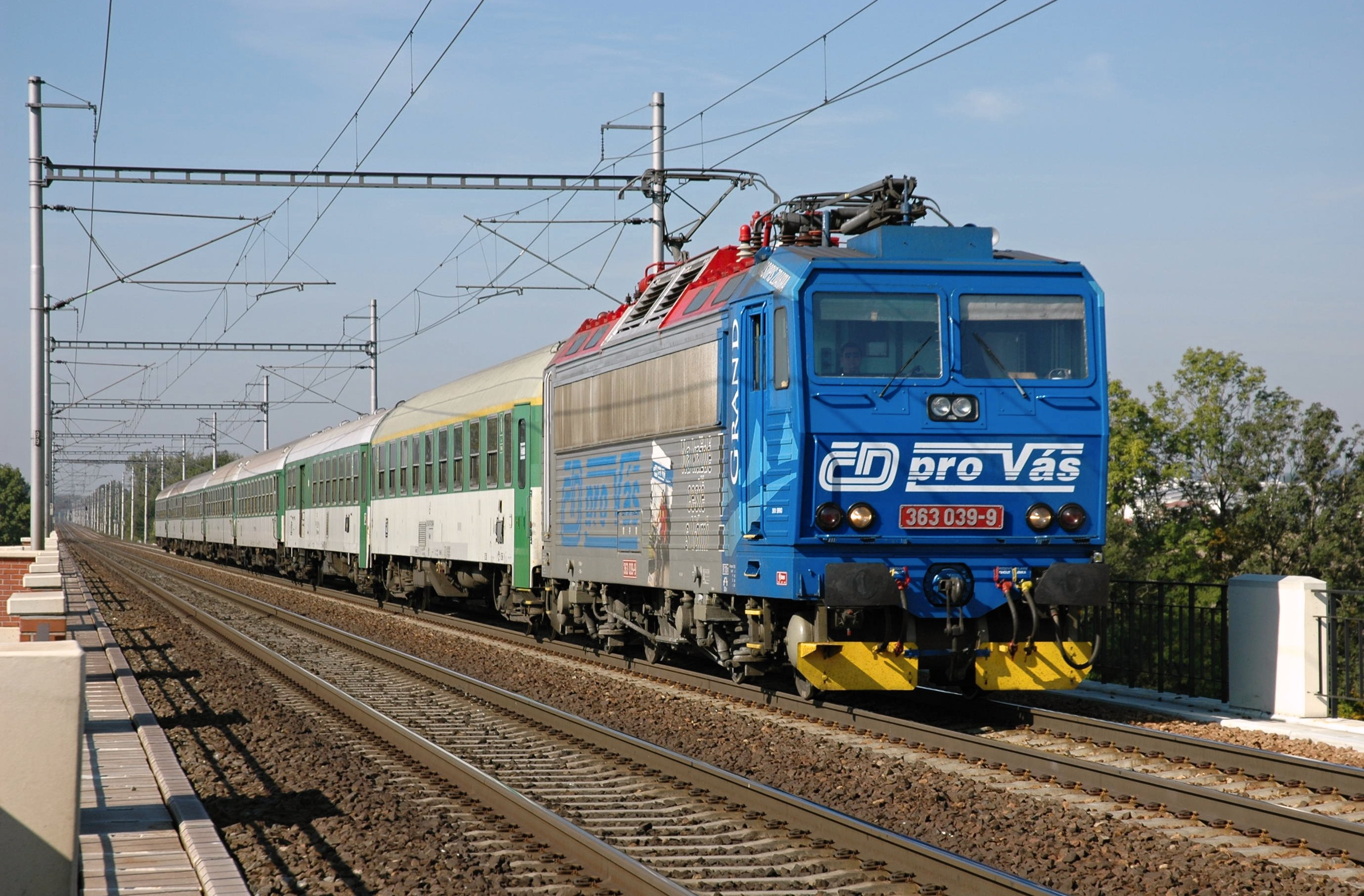
Lokomotiva v reklamním nátěru propagujícím časopis ČD pro vás

Od roku 1994 do roku 2005 vycházel magazín ČD pro vás čtyřikrát do roka jako samostatný časopis, v letech 2006–2009 jako součást časopisu Grand Expres. Od roku 2010 je vydáván každý měsíc opět samostatně s rozšířeným počtem stránek a rubrik. Ke spuštění oficiálních webových stránek došlo začátkem roku 2013.[zdroj?]

## Distribuce
Magazín je k dispozici zdarma po celé České republice ve speciálních stojanech ve více než 300 stanicích, ČD Centrech a vybraných vlacích vyšší kvality (v JŘ 2013 až 120 vlaků denně) včetně všech spojů SC Pendolino.
V roce 2012 byla zavedena možnost předplatného za cenu poštovného.

## Ocenění
Redaktor Václav Rubeš obdržel v roce 2012 Zlatou literu za původní český text zveřejněný ve firemním periodiku, a to za článek Šoupněte s tím maňasem do šturcu z čísla 9/2012. V roce 2013 získal magazín ocenění Firemní časopis pro klienty 2012.